# SMS Falke

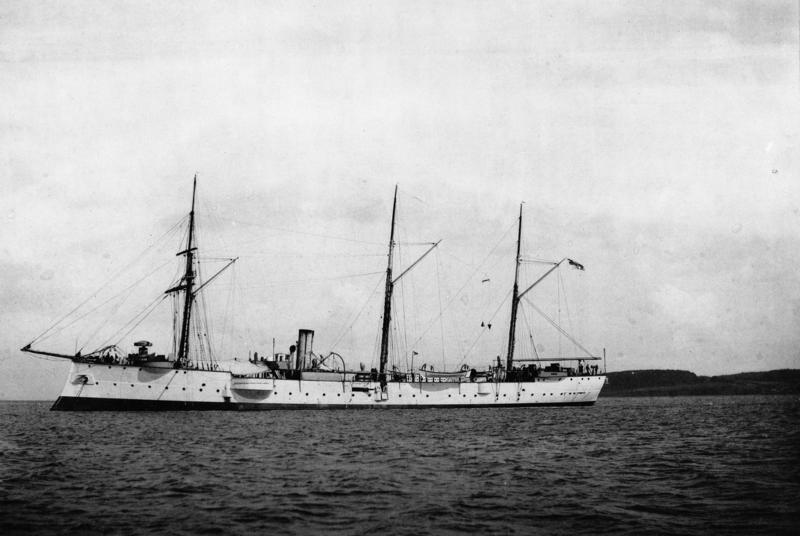
Photographie du SMS Falke

Le SMS Falke est un navire de guerre de la marine impériale allemande qui appartient à la classe Bussard qui comprenait six croiseurs de quatrième classe. Le bateau, mis à l'eau le 4 avril 1891, a été déclassé au rang de croiseur auxiliaire en 1899.

## Histoire
Le bateau est construit par le chantier naval impérial de Kiel et la mise en quille a lieu en janvier 1890. Il est mis à l'eau, le 4 avril 1891. Le prince Henri de Prusse (1862-1929), frère du Kaiser Guillaume, prononce le discours de baptême, puis le bateau est baptisé par son épouse, la princesse Irène, sœur de l'impératrice de Russie. Falke signifie faucon en allemand.

### Afrique de l'Ouest
Le Falke est mis en service le 14 septembre 1891 et fait d'abord des voyages d'essai, puis il est remis en service, le 31 octobre 1891. Le croiseur est prévu pour remplacer le SMS Habicht qui est stationné en Afrique de l'Ouest. Il participe d'abord aux manœuvres d'automne de la flotte, puis quitte Kiel, le 16 octobre 1892, en direction du Dahomey, où des troubles ont lieu à cause de la présence française. Deux commerçants allemands sont incarcérés et c'est au commandant, le korvettenkapitän Becker, de s'occuper de les faire libérer, dans la seconde moitié de décembre, mais c'est en vain. Le bateau atteint Douala le 31 décembre et y rejoint le SMS Hyäne qui est aussi stationné en Afrique de l'Ouest allemande.
C'est en 1886 avec le Portugal et en 1890 avec la Grande-Bretagne que l'Empire allemand a signé des traités définissant le tracé des frontières de ses possessions sur la côte sud-ouest-africaine, entre le Cunene au nord et le fleuve Orange au sud. Les navires sont chargés de missions topographiques systématiques et entre autres de définir un lieu pouvant abriter un port pour relier Windhuk. Le Falke quitte Luanda le 23 janvier 1893 pour quatre jours plus tard rejoindre Kreuzcap. La mission y reste jusqu’au 30 janvier et découvre au bord de la baie la croix de pierre laissée par le Portugais Diogo Cão en janvier 1486, lorsqu'il explora les côtes, et qui marquait alors le point le plus méridional de l'Afrique que des Européens aient jamais visité. Une copie est installée plus tard, tandis que l'originale est envoyée en Allemagne. La mission du Falke se poursuit plus au sud et le Swakop est traversé en mars, sans qu'aucun port éventuel ne soit trouvé, et retourne à Douala qu'elle atteint le 29 avril. Le Falke quitte le Cameroun le 27 mai pour se rendre au Liberia, où des émeutes ont lieu. Elle arrive à Monrovia pour protéger les sujets allemands qui s'y trouvent. Le président du Liberia, Joseph James Cheeseman, monte à bord du bateau pour fuir les rebelles. Après retour au calme, le Falke est de nouveau à Douala, le 22 juillet.
Le Falke se rend fin novembre au Cap, où il faut apporter de l'aide aux troupes allemandes contre l'insurrection des Wittboi. Elle va à Lüderitz, puis revient au Cap, où elle reçoit l'ordre de naviguer dans les mers du Sud.

### Mers du Sud
Le Falke arrive à Melbourne, le 8 février 1894, puis se rend à Sydney avec le SMS Bussard et le SMS Möwe, stationnés dans cette zone, et font des exercices communs. Ensuite le Falke met le cap sur Apia, où il fait son entrée le 16 avril. Samoa est ensuite le port d'attache du croiseur pendant les cinq années à venir. Il est à Apia jusqu'à fin octobre 1894, puis à Sydney pour des réparations ; il y retourne pour les mêmes raisons de mars à juillet 1895. Le Falke est à Apia de nouveau le 29 juillet 1895 et croise ensuite le long des côtes nord d'Upolu pour être employé à des missions de topographie, comme à Saluafata. Le navire fait une grande croisière autour des îles à partir du 10 novembre : ce sont par exemple les îles Marshall, le Kaiser-Wilhelms-Land (territoire du nord-est de la Nouvelle-Guinée actuelle), et Matupi en janvier 1896, où il retrouve le Möwe. Ce grand tour se termine par Sydney fin janvier, où le bateau est en réparation de février au 4 avril 1896, tandis que l'équipage est renouvelé.

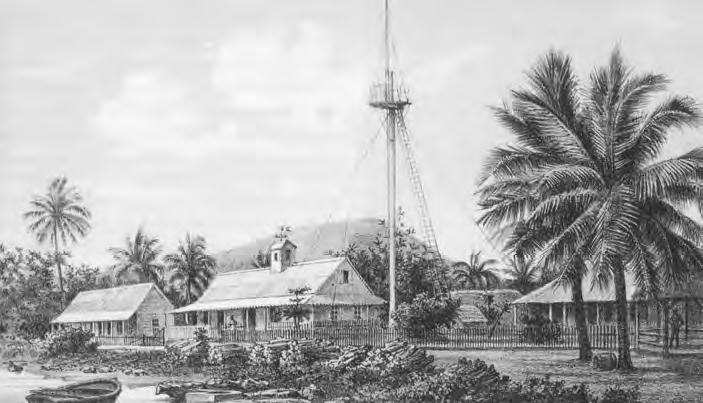
Le consulat allemand à Apia

Le croiseur retourne à Samoa, le 15 avril 1896. Les trois navires allemands stationnés dans la zone se retrouvent au large d'Auckland à la fin août et le croiseur quitte Samoa au début novembre pour un tour aux îles Marshall, où il faut ramener le calme dans une des îles. Après un passage à Sydney, le croiseur retourne à Apia, le 16 mai en passant par Auckland et les îles Tonga. Il retourne à Sydney, afin de prendre le nouveau commandant de bord, le korvettenkapitän Johannes Wallmann. Le croiseur est à Stephansort en août, où de nouvelles mesures sont prises après la mort du commissaire colonial Curt von Hagen. Le croiseur doit ramener des forces de police d'Hebertshöhe à Berlin-Hafen, où se trouve dans les alentours une mission de topographie du SMS Möwe. L'équipage participe avec la police aux opérations, puis le navire se rend dans plusieurs ports pour le retour à l'ordre. Il revient deux jours à Apia, le 10 novembre, avant de repartir pour Auckland et Sydney.
Après des révisions à Sydney, le croiseur repart vers sa zone de stationnement à partir du 25 avril 1898. Il doit aussi passer aux îles Carolines qui appartenaient encore à l'époque à l'Espagne. Fin août le Falke est encore à Sydney, pour y retrouver le 1er septembre le nouveau commandant, le korvettenkapitän Victor Schönfelder. Le navire quitte l'Australie un mois plus tard pour les Nouvelles-Hébrides, les îles Tonga, et les îles Fidji, pour arriver le 15 octobre à Apia. Les îles Samoa, qui sont une étape vers la Chine, sont alors disputées par la Grande-Bretagne, les États-Unis et l'Allemagne et cette dernière y maintient donc en permanence des forces navales. Cependant, comme le SMS Bussard a dû retourner en Allemagne le 15 novembre, le SMS Falke est le seul bâtiment de guerre allemand en service dans la zone. Le korvettenkapitän Schönfelder a donc la tâche difficile d'éviter une escalade du conflit, lorsque les navires américains et britanniques bloquent l'entrée d'Apia en mars 1899. La situation aboutit finalement au traité tripartite de Samoa, en novembre 1899, qui clarifie l'état de fait et partage les îles entre les trois puissances.
Entretemps, le SMS Cormoran vient remplacer le SMS Falke qui retourne dans la mère-patrie, le 1er juillet 1899, via Sydney, Batavia[Laquelle ?], Colombo, Mahé et Lisbonne. Il arrive à Hambourg, le 14 octobre 1899 et participe à des manœuvres en présence de Guillaume II. Le navire est à Dantzig, le 27 octobre et mis hors service le 3 novembre pour des réparations de fond au chantier naval impérial. Le navire est modernisé et sa cheminée est allongée de 2,5 m.

### Amérique du Sud
La Colombie et le Venezuela sont en conflit en 1901 à propos de tracé de frontières. Le SMS Vineta se trouve stationné en Amérique du Sud pour la défense des intérêts allemands. Aussi le SMS Falke est-il remis en service le 2 octobre 1901 pour lui apporter un appui. Trois jours plus tard il prend le départ de Dantzig, passe par Castries, le 14 novembre, puis croise les mois suivants en Amérique du Sud avec d'autres navires de guerre allemands: le SMS Stein, le bateau-école SMS Moltke et le SMS Gazelle. Il parcourt l'embouchure de l'Orénoque

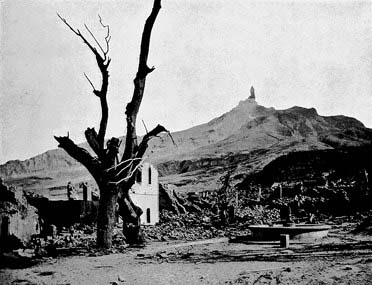
La Montagne Pelée, après l'éruption

Le Falk est à la Trinité en mars 1902 et navigue ensuite sur le fleuve Amazone jusqu'à San Ignacio, Manaus, et aux confins du Pérou. Il retourne le 30 avril à l'embouchure de l'Amazone et à Port-d'Espagne. Au début mai, il est à la Montagne Pelée pour offrir des secours et des médicaments à la population, après l'éruption, et fait la liaison avec Fort-de-France, puis se rend à Carúpano au Venezuela, selon les ordres du Kapitän zur See Oscar Stiege, qui se trouve à bord du SMS Vineta. En effet, une révolte a lieu contre le président Cipriano Castro, en décembre 1901. Le Falke prend un certain nombre de réfugiés à bord dans le port de Carúpano, du 20 mai au 3 juin, et se rend à Charlotte Amalie qui sert de base navale aux bateaux de la marine de guerre allemande. Il parcourt ensuite les ports de Puerto Cabello, de Carúpano, de La Guaira et de Willemstad.
Le Falke est à Port-au-Prince le 30 septembre, car il y a aussi des troubles à Haïti. Le consulat allemand des Gonaïves doit être placé sous protection de troupes provenant de l'équipage. Le croiseur croise au large d'Haïti, jusqu'à fin octobre, lorsque la situation retourne à la normale. Il se retrouve au Venezuela, puis mi-décembre à Willemstad, où le SMS Stosch le délivre d'une lagune. Les événements au Venezuela empirent, si bien que la Grande-Bretagne, les Pays-Bas et l'Empire allemand décident d'une action commune pour défendre leurs intérêts dans la région. Les navires allemands et anglais bloquent les ports vénézuéliens le 20 décembre et le Falke participe à cette opération. La situation n'aboutit que quatorze mois plus tard à un règlement diplomatique qui met fin au blocus, le 21 février 1903.
Le Falke quitte le pays une semaine après la fin du blocus et passe par les Bermudes, le 8 mars, où il reste jusqu'au 13 mai. Il passe ensuite une année à faire le tour de la zone sud-américaine. Il est du 26 mai au 16 juin 1904 à Newport News, où se trouve le korvettenkapitän Heinrich von Moltke qui donne l'ordre de parcourir les ports sud-américains. Le Falke visite d'abord neuf ports brésiliens et atteint Buenos Aires, le 23 septembre, où il mouille pendant quatre semaines, avant de parcourir le Rio Parana et le Rio Uruguay et de retrouver les ports argentins. Le Falke termine par Valparaíso, le 20 décembre.
Le chef de l'escadre, Ludwig Schröder (1854-1933), donne l'ordre ensuite de visiter les ports de la côte ouest de l'Amérique qui n'ont jamais été visités jusqu'alors par la marine de guerre allemande. Le Falke quitte donc Valparaiso le 6 janvier 1905. Il visite six ports chiliens et quatre ports péruviens, passe par Guayaquil, Buenaventura, nombre de ports du Pacifique, avant d'arriver à San Francisco, le 15 juin 1905, où il est ancré pendant trois semaines. Il continue ensuite son voyage au Canada et en Alaska et revient le long de la côte du Pacifique, navigue le long du fleuve Columbia et dans le golfe de Californie. À Noël et au début de l'année 1906, il jette l'ancre devant Mazatlán et fait un long arrêt à Callao. Il essuie une forte tempête en août 1906 qui l'oblige à des réparations à Talcahuano. Valparaiso est secoué par un tremblement de terre, le 16 août 1906, et le croiseur y apporte le matériel de secours nécessaire et s'y arrête du 28 août au 2 septembre. Cet arrêt est suivi d'une participation à une cérémonie pour le changement de présidence au Chili, puis d'une visite de l'archipel Juan Fernández et du retour en Allemagne par Punta Arenas, Montevideo (Noël 1906 - Nouvel An 1907), les ports brésiliens, Dakar, Las Palmas, et Lisbonne, où le croiseur est honoré d'une visite du roi Frédéric-Auguste III de Saxe.
Le navire est à Dantzig le 15 avril 1907, où il est mis hors service cinq jours plus tard. Il est mis en réserve et rayé des listes de la marine, le 25 octobre 1912, puis détruit.
Il est remplacé par le SMS Breslau.

## Commandants
- 14 septembre 1891 - 31 octobre 1891: korvettenkapitän Curt Kalau vom Hofe
- 14 août 1891 - septembre 1892: korvettenkapitän Oscar Stiege
- Septembre 1892 - octobre 1893: korvettenkapitän Gottlieb Becker (de)
- Octobre 1893 - novembre 1895: korvettenkapitän Heinrich von Moltke (de)
- Novembre 1895 - juin 1897: korvettenkapitän Gottfried Krieg
- Juillet 1897 - septembre 1898: korvettenkapitän Johannes Wallmann (de)
- Septembre 1898 - 3 novembre 1899: korvettenkapitän Victor Schönfelder
- 2 octobre 1901 - octobre 1903: korvettenkapitän Friedrich Musculus
- Octobre 1903 - novembre 1905: korvettenkapitän Paul Behncke
- Novembre 1905 - 20 avril 1907: korvettenkapitän Georg von Ammon (de)

## Source
- (de) Cet article est partiellement ou en totalité issu de l’article de Wikipédia en allemand intitulé « SMS Falke (1891) » (voir la liste des auteurs).